# Зелда Рубинстејн
Зелда Меј Рубинстејн (енгл. Zelda May Rubinstein) била је америчка глумица и активисткиња за људска права, која се прославила улогом медијума Тангине Баронс у филмском хорор серијалу Полтергајст. За ту улогу награђена је Наградом Сатурн за најбољу глумицу.
Зелда је остала позната и по својој борби против сиде, као и за права људи који болују од дварфизма.
Иако је завршила медицину на Универзитету и Питсбургу, а касније се дошколовала на Универзитету у Калифорнији, Рубинстејнова се од 80-их година окренула глуми и након 2 мање улоге, прву велику улогу имала је у класику Стивена Спилберга - Полтергајсту.

## Филмографија
| Улоге Зелде Рубинстејн |                                  |               |                   |                                                        |
| Година                 | Српски назив                     | Изворни назив | Улога             | Напомена                                               |
| 1982.                  | Полтергајст                      |               | Тангина Баронс    | Награда Сатурн за најбољу споредну женску улогу        |
| 1982.                  | Френсис                          |               | ментални пацијент |                                                        |
| 1986.                  | Полтергајст 2: Друга страна      |               | Тангина Баронс    |                                                        |
| 1987.                  | Агонија                          | /             | Алиса Пресман     |                                                        |
| 1988.                  | Полтергајст 3                    |               | Тангина Баронс    | Награда Сатурн за најбољу споредну женску улогу (ном.) |
| 1991.                  | Дарквинг Дак                     |               | Дарквингова мајка | глас                                                   |
| 2006.                  | Иза маске: Успон Леслија Вернона |               | госпођа Колинвуд  |                                                        |